# Château de Cheverny

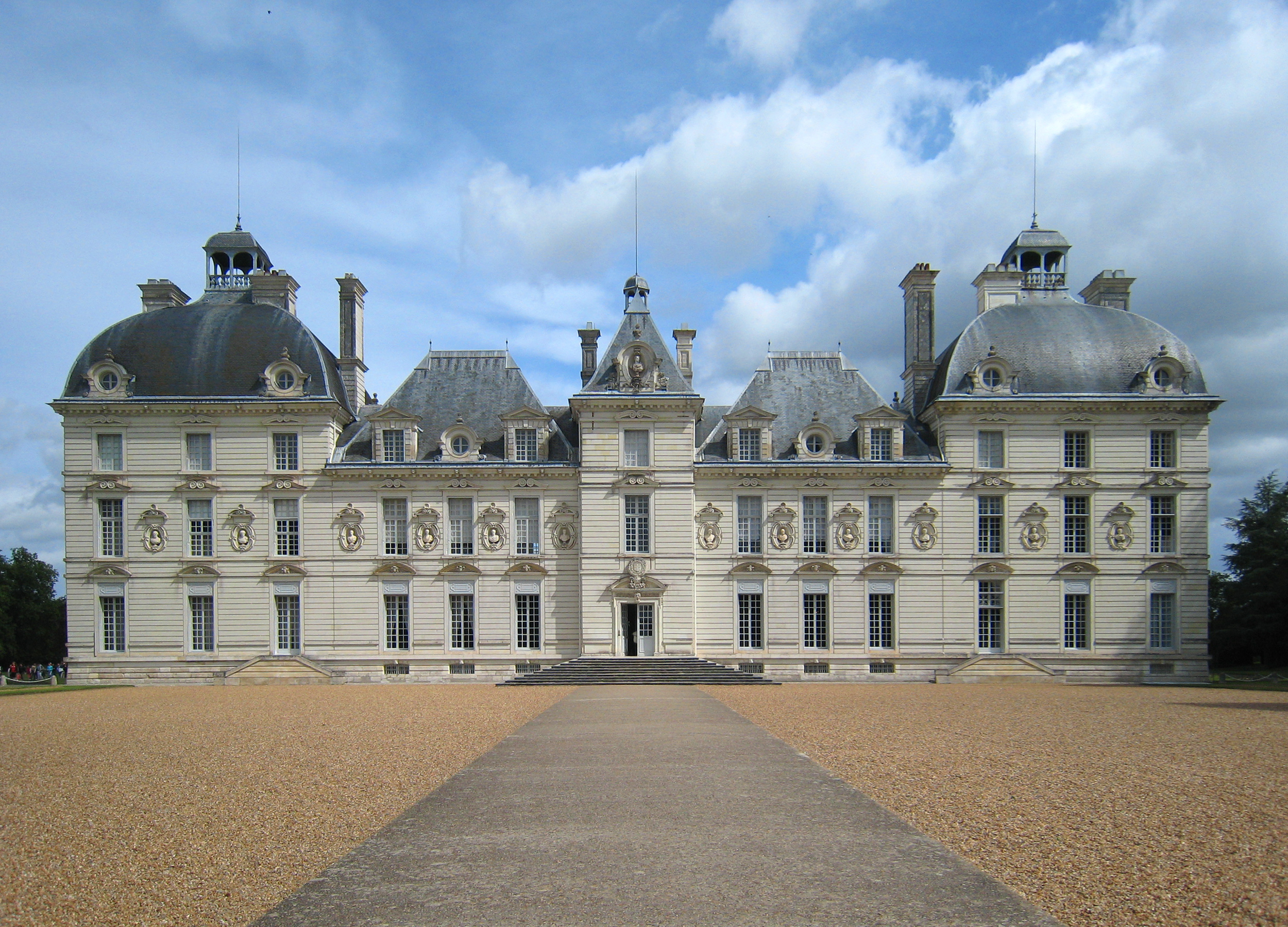
Slottet i Cheverny

Château de Cheverny är ett slott i Cheverny i departementet Loir-et-Cher i Loiredalen, Frankrike.
Marken köptes ursprungligen av greven av Cheverny, Henri Hurault, som var krigens skattmästare under Ludvig XI. Efter ett bedrägeri övergick egendomen i statlig ägo och kung Henrik II donerade den då till sin älskarinna Diane de Poitiers. Hon föredrog dock slottet i Chenonceau och sålde därför egendomen till den tidigare ägarens son, Philippe Hurault, som byggde slottet mellan 1624 och 1630.
Under de kommande 150 åren bytte egendomen ägare många gånger och 1765 genomfördes en stor invändig renovering. På grund av förverkandet av Hureaults förmögenhet vid tiden för den franska revolutionen, sålde familjen slottet 1802 (under Napoleon Bonapartes tid), men köpte tillbaka det 1824. Detta var under perioden för återinförandet av den bourbonska monarkin då aristokratin åter igen var i en stark ekonomisk och politisk ställning.
År 1914 öppnade ägaren slottet för allmänheten. Det är fortfarande i släktens ägo och det är idag en av Frankrikes största turistattraktioner, känt för sin interiör och samling av möbler, gobelänger och konstsamlingar.

## Tintin
Den belgiske serieskaparen Hergé använde Cheverny som förebild för det fiktiva slottet Moulinsart i Tintin-böckerna. Moulinsart saknar Chevernys två yttre flyglar men centralbyggnaden med det lilla tornet är nästintill identiska.